# リカルド・マルティネリ
リカルド・アルベルト・マルティネリ・ベロカル（西: Ricardo Alberto Martinelli Berrocal、1952年3月11日 - ）は、パナマの実業家、政治家。2009年から2014年まで、パナマの第49代大統領を務めた。イタリア人の祖父とスペイン人の祖母を持つ。

## 生い立ち
リカルド・マルティネリ・パルディーニ（Ricardo Martinelli Pardini）とグロリア・ベロカル・ファブレーガ（Gloria Berrocal Fabrega）の間に、パナマシティで生まれた。アメリカ、バージニア州スタントンのスタントン軍事学院を修了し、1973年にアーカンソー大学から経営学の学士号を取得。また、INCAEビジネススクールから経営学の学士号を取得。マルタ・リナーレスと結婚し、リカルド・マルティネリ・リナーレス、ルイス・エンリケ・マルティネリ・リナーレス、カロリナ・マルティネリ・リナーレスの三子をもうけた。

## 財界における経歴
現在、マルティネリはパナマのスーパーマーケットチェーン「スペル99」（Super 99）など、三社の取締役会で会長を務めているほか、少なくとも8社の取締役会に参加している。

## 政界における経歴
1994年から1996年まで、エルネスト・ペレス・バジャダレス政権で社会保障局長を務めた。ミレヤ・モスコソ政権下の1999年9月から2003年1月には、パナマ運河理事会の会長と運河担当相を務めた。
1998年5月に「民主変革」という政党を結成し、党首に就任した。2004年の大統領選挙に立候補したが、結果は5.3ポイントで4位であった。その後、2009年の大統領選に再度出馬。政治腐敗の撲滅と凶悪犯罪の減少を公約に掲げ、推計で3500万ドルを選挙活動につぎ込んだ。マルティネリは本命に目され、世論調査でも民主革命党と人民党の連立与党に10ポイント以上の差をつけた。自らの民主変革のほか、パナメニスタ党、民族主義共和自由運動、愛国連合から成る「変革同盟」の支持をとりつけた。
投票は5月3日に行われ、その結果マルティネリは投票総数の6割を獲得する大勝をとげた。次位はバルビナ・エレラの36ポイントであった。マルティネリの得票率は1989年以後の最高記録であった。同年7月1日に大統領に就任した。

## 大統領職
マルティネリは高齢者に対する月額100ドルの年金、最低賃金の引き上げ、学生の制服や必要品にかかる費用負担など、貧困削減のために多くの政策を打ち出した。
大統領としての最初の一年で、マルティネリは二度、手続きの簡素化や税率の軽減、徴収率の向上を目的とする税制改革を提唱し、その法案に署名した。これによって、所得水準に基づく分類は5グループから2グループとなり、法人税率は25%に削減され、滞納税の徴収は民間に委託された。フィッチ・グループのスポークスマンは「税制改革は、持続可能な財政政策という政府の公約を実証した」と述べた。
マルティネリ政権はまた、2010年に向こう4年間のうちにインフラに200億ドル以上を投入することも計画した。これは国際的な物流拠点としてのパナマの役割を高め、外国直接投資を呼び込むために立案された。計画では道路や病院、下水道、学校、パナマ市地下鉄に大規模な投資を行うことがうたわれた。フィッチ・グループはこの計画を、「パナマの非常に好ましい投資サイクル」の一部である「野心的な公共投資計画」と呼んだ。
マルティネリはまた、大統領就任の2年以上前にすでに署名されていながら最終的な詰めが終わっていなかった、米・パナマ貿易振興協定に最終的な認可を与えた。彼は大統領就任にあたって、この協定の締結を最重要事項に指定していた。同協定は2011年10月13日に、米連邦議会で批准された。
2010年、フィッチやムーディーズ、スタンダード・アンド・プアーズはパナマ国債の格付けを「投資対象として適格」に引き上げた。マルティネリの大統領就任以降、フィッチは二度パナマ国債の格付けを引き上げ、スタンダード・アンド・プアーズも見通しを「ポジティブ」に修正してそれに続いた。フィッチの引き上げは、「就任以降、税制改革を議会で二度押し通した保守派大統領の勝利」と書き立てられた。一方で、『エコノミスト』誌は2011年に、地下鉄契約の入札をめぐる汚職疑惑や、法律が執行されなかったためにパナマ市郊外の富裕な地区が汚水であふれたことを引き合いに出して、外国からの投資には「法の支配に対する疑念」が依然としてネックになっていると伝えた。
マルティネリは大統領在任中、その独裁的な行動を批判されていた。彼は大統領が再び選挙に立候補できるまでの期間を短縮しようと努め、その件で最高裁判所に告訴された。パナマ駐在のアメリカ大使であるバーバラ・J・スティーブンソンは2009年8月、マルティネリから彼の政敵を盗聴するように求められたことを国務省に報告し、マルティネリの「おどすような話しぶり」と「独裁的な傾向」に不満を表した。この公電の写しは2010年12月、WikiLeaksによって公開された。この漏えいの後、マルティネリ政権は「政治家の電話の盗聴に助けを求めたことは決してない」と述べ、問題の内容はスティーブンソンの「勘違い」だったとした。
2011年12月、かつての軍事政権の指導者であるマヌエル・ノリエガの身柄が、マルティネリ政権によってフランスからパナマに移送された。批評家はこの件について、マルティネリが行政の不祥事から国民の注意をそらすために要請したものだと非難したが、この非難はフランスとパナマの両政府から否定された。マルティネリがイタリアのシルヴィオ・ベルルスコーニ首相の補佐官であるヴァルター・ラヴィトーラから賄賂を受け取っていたという主張を含むこの汚職事件は、彼の人気に傷をつけた。
日本との関係では、2012年10月22日に東京で行われた野田佳彦首相との会談後、尖閣諸島問題をめぐって「日本の立場を支援してきた」と述べた。また、2013年7月にキューバを出航してパナマ運河を通過しようとした北朝鮮籍船舶の清川江号について、パナマ政府が麻薬密輸の容疑で停船させ臨検したところ、積み荷の砂糖で隠すようにミサイル関連機器が運ばれていたと発表された。マルティネリ自身もこの検査に立ち会った。
2014年7月1日、大統領の任期満了により退任となった。後任は副大統領のフアン・カルロス・バレーラ。
2023年7月19日、公金不正流用などの罪で裁判所から禁錮10年8月の判決を言い渡された。公金を使ってメディア複合企業の大株主になったとされ、禁錮刑に加えて罰金1920万ドルの支払いが命じられた。2024年2月に控訴が却下されたため、その後はニカラグアの大使館を通じて政治亡命を申請し、2024年2月7日にニカラグア外務省により許可された。

## 受賞歴
2010年2月20日、アーカンソー大学は「リカルド・A・マルティネリ・ベロカル奨学金」を設立し、パナマからの留学生に対して奨学金を与えることにした。また、マルティネリ自身には同州知事のマイク・ビーブから大使を通して「優秀校友賞」が贈られた。